# Духниці
Духниці (пол. Duchnice) — село в Польщі, у гміні Ожарув-Мазовецький Варшавського-Західного повіту Мазовецького воєводства.
Населення — 928 осіб (2011).
У 1975-1998 роках село належало до Варшавського воєводства.

## Демографія
Демографічна структура станом на 31 березня 2011 року:
|          | Загалом | Допрацездатний вік | Працездатний вік | Постпрацездатний вік |
| -------- | ------- | ------------------ | ---------------- | -------------------- |
| Чоловіки | 409     | 77                 | 306              | 26                   |
| Жінки    | 519     | 91                 | 334              | 94                   |
| Разом    | 928     | 168                | 640              | 120                  |